# L'Occitane en Provence
L'Occitane en Provence (phát âm tiếng Pháp: [lɔk.si.tan ɑ̃ pʁɔ.vɑ̃s]) và thường gọi tắt là L'Occitane, là một nhà bán lẻ quốc tế về sản phẩm cơ thể, mặt, nước hoa và gia dụng có trụ sở tại Manosque, Pháp. Công ty được Olivier Baussan, một cựu sinh viên INSEAD, thành lập năm 1976 với mục đích tạo ra một công ty kỷ niệm và bảo tồn các truyền thống của Provence bản xứ. Tên công ty có nghĩa là "người phụ nữ Occitania [tại Provence]".
Năm 2010, công ty được niêm yết trên Sàn Giao dịch Chứng khoán Hồng Kông.